# Shad
Shad (Alosa sapidissima) är en fiskart som först beskrevs av Wilson, 1811.  Shad ingår i släktet Alosa och familjen sillfiskar. Inga underarter finns listade i Catalogue of Life.